# كاظم جواد
كاظم بن جواد بن عفون العارضي و شهرته كاظم جواد هو شاعرعراقي ولد في الناصرية عام 1347هـ الموافق 1928م، وتوفي في برلين في عام 1405هـ الموافق 1984م. تخرج من جامعة الحقوق وعمل في وزارة الإعلام وله ديوان له ديوان أغاني الحرية صدْر عام 1960.و ترجم مسرحية قيثارة غرناطة للشاعر الإسباني لوركا توفي في مستشفى ببرلين.